# ویتامین ب۲
ویتامین ب۲ یا ریبوفلاوین مکمل غذایی و نوعی ویتامین محلول در آب است که در صورت استفادهٔ بیش از نیاز ذخیره و جذب نمی‌شود یا پس از جذب به سرعت از طریق ادرار دفع شده و باعث تغییر رنگ آن به رنگ زرد روشن می‌شود. منابع اصلی و طبیعی ریبوفلاوین شامل گوشت، ماهی، مرغ، تخم‌مرغ، فراورده‌های لبنی، سبزیجات سبز، قارچ و بادام است. برخی از کشورها این ویتامین را به غلات می‌افزایند.